# 서상항
서상항은 경상남도 남해군 서면 서상리에 있는 어항이다. 1972년 2월 23일 지방어항으로 지정하여 관리하고 있다. 시설관리자는 남해군수이다.

## 어항 연혁
- 고려조부터 마을이 형성되어 해변가에서부터 점차 마을이 모이기 시작하였고 옛날에는 호수가 있었던 곳으로 호포(湖浦)라 불리다가 어음의 변화로 홀포 또는 홀개로 불리어 오다가 1910년경 지면 개칭시 서면의 소재지에 있는 상등마을이라 하여 서상(西上)이라 불리어 오고 있다.

## 어항 시설
- 방파제 270m, 물양장 100m

## 주요 어종
- 도다리, 노래미, 해삼, 볼락